# Bart Andrus
Bart Andrus (geb. 30. März 1958 in Logan, Utah, USA) ist ein American-Football-Trainer und ehemaliger College-Spieler. Er ist in der Saison 2025 Cheftrainer der Frankfurt Galaxy in der European League of Football (ELF). Er war von 2001 bis 2007 Cheftrainer der Amsterdam Admirals der NFL Europe und gewann mit dem Team den World Bowl 2005. Er betreute unter anderem 2009 die Toronto Argonauts in der Canadian Football League (CFL), 2012 die Omaha Nighthawks in der United Football League (UFL), sowie 2022 bis 2023 die Philadelphia Stars in der United States Football League (USFL).

## Karriere

### Spieler
Andrus war Quarterback in der Monroe High School in Los Angeles, Kalifornien. Anschließend spielte er vorerst Junior College Football, 1976 am Los Angeles Valley College, 1977 am College of the Canyons in Santa Clarita. 1978 wechselte Andrus an die Oregon State University in Corvallis. Im folgenden Jahr wechselte er erneut an die University of Montana. In der Saison 1979 war er Backup, dabei brachte er drei von 16 Pässe für 18 Yards an und lief in 14 Versuchen für 83 Yards. In der Saison 1980 kam er zu 69 erfolgreichen Pässen von 118 Versuchen für 688 Yards und puntete 61 Mal für durchschnittlich 40,0-Yard. In dieser  Saison wurde Andrus in das All-Academic-Team der Big Sky Conference aufgenommen.

### Trainer
Andrus startete seine Trainerkarriere als Cheftrainer der St. Patrick High School in Vallejo, Kalifornien. Ab 1984 war er als Assistent an der Brigham Young University tätig. Es folgten Zeiten als Offensive Coordinator (OC) an der Humboldt State (1986–1989), der Montana State (1990–1991) und der Southern Utah University (1993–1995). In der Saison 1996 war er erstmals als Head Coach im College Football tätig. Das Team des Rocky Mountain College hatte zuvor vier Jahre lang kein Spiel gewonnen. Mit Andrus gelangen sechs Siege bei vier Niederlagen. Andrus wurde dafür von der National Association of Intercollegiate Athletics (NAIA) mit dem Coach of the Year Award ausgezeichnet.
Von 1997 bis 1999 war Andrus in der National Football League (NFL) tätig. Er war 1997 und 1998 Offensive Assistent und 1999 Quarterback-Trainer der Tennessee Oilers. Mit dem 1999 in Tennessee Titans umbenannten Team zog er in den Super Bowl XXXIV ein, unterlag jedoch den St. Louis Rams mit Quarterback Kurt Warner.
Ab 2000 war Andrus in der NFL Europe tätig. Er war für ein Jahr OC der Rhein Fire aus Düsseldorf und gewann mit dem Team seinen ersten World Bowl Ring. Von 2001 bis 2007 war Andrus Head Coach der Amsterdam Admirals. Bei den Admirals hatte 1998 Kurt Warner gespielt. Die ersten vier Jahre landete das Team auf dem vorletzten Platz. In der Saison 2005 gelang mit sechs Siegen bei vier Niederlagen jedoch der Einzug in den World Bowl XIII in Düsseldorf. Mit 27:21 bezwangen die Admirals Berlin Thunder und holten damit ihren ersten und einzigen World Bowl Sieg. In der Folgesaison belegten die Admirals gar den ersten Platz der regulären Saison, unterlagen im World Bowl XIV jedoch der Frankfurt Galaxy mit 7:22.
Nach der Einstellung der NFL Europe kehrte Andrus zu den Tennessee Titans zurück und war dort erneut als Offensivtrainer tätig. Die Saison 2009 arbeitete Andrus als Head Coach der Toronto Argonauts in der Canadian Football League. Das Team landete mit drei Siegen und 15 Niederlagen auf dem letzten Platz und Andrus wurde nach einer Spielzeit wieder entlassen.
In der Saison 2011 wurde Andrus als OC der Omaha Nighthawks in der United Football League (UFL) verpflichtet. In der Saison 2012 wurde er zum Cheftrainer befördert. Die UFL stellte allerdings nach vier von acht geplanten Wochen der Saison 2012 den Spielbetrieb ein. In der NFL-Saison 2012 war Andrus offensiver Assistenztrainer der St. Louis Rams. In der folgenden Saison war er Head Coach der Feather River College Golden Eagles.
Andrus war Cheftrainer des Team Nine der XFL 2020. Dieses Team war das gemeinsame Farmteam der acht XFL-Mannschaften, das nicht am regulären Spielbetrieb teilnahm. Ende 2020 war er Cheftrainer der Generals in The Spring League. In der Saison 2021 war er Quarterback-Trainer der University of Ottawa Gee-Gees im kanadischen U Sports College Football. In den Spielzeiten 2022 und 2023 war Andrus Head Coach und General Manager der Philadelphia Stars, einer Mannschaften der United States Football League bekannt gegeben. Mit den Stars zog er 2022 in das USFL Championship Game, unterlag den Birmingham Stallions aber knapp mit 30:33. Ende 2023 wurden die Stars aufgelöst, nachdem die USFL in die neue UFL überging.
Im Oktober 2024 wurde Andrus als neuer Head Coach der Frankfurt Galaxy in der European League of Football vorgestellt.